# Es fácil dejar de fumar si sabes cómo
Es fácil dejar de fumar si sabes cómo (Easy Way to Stop Smoking) es un libro escrito por el autor y contable británico Allen Carr en el que se plantea un método para dejar de fumar. Ofrece una variedad de métodos. Se publicó por vez primera en 1985. Aunque muchas celebridades lo han defendido, hay escasa prueba empírica del método de Carr.
El libro ha sido traducido a más de veinticinco idiomas y vendido cerca de diez millones de copias en 45 países. En junio de 2008 salió a la luz un comunicado en el que se anunciaba que la compañía informática Ubisoft desarrollaría un programa basado en el método para abandonar el tabaco expuesto en el libro para la videoconsola portátil Nintendo DS.

## El método en DVD
Los mismos contenidos en esencia se pueden encontrar ahora también en DVD, con el mismo nombre.